# La Fin d'Hitler
Pour plus de détails, voir Fiche technique et Distribution.
La Fin d'Hitler (titre original : Der letzte Akt, litt. "Le Dernier Acte") est un film austro-allemand réalisé par Georg Wilhelm Pabst, sorti en 1955.

## Synopsis
Les dix derniers jours d’Adolf Hitler en avril 1945.

## Fiche technique
- Titre français : La Fin d'Hitler ou Les Derniers jours d'Hitler[1]
- Titre original : Der letzte Akt
- Réalisation : Georg Wilhelm Pabst
- Scénario : Fritz Habeck
- Daprès le roman de Michael A. Musmanno et Erich Maria Remarque, Ten Days To Die
- Production : Carl Szokoll
- Musique originale : Erwin Halletz
- Photographie : Günther Anders
- Montage : Herbert Taschner
- Pays :  Allemagne de l'Ouest -  Autriche
- Langue : allemand
- Dates de sortie :
  -  Allemagne de l'Ouest : 14 avril 1955 (Cologne)
  -  France : 14 octobre 1955 (Paris)[1]
- Affiche : René Péron (France)

## Distribution
- Albin Skoda - Adolf Hitler
- Oskar Werner - Hauptmann Wüst
- Lotte Tobisch - Eva Braun
- Willy Krause - Joseph Goebbels
- Erich Stuckmann - Heinrich Himmler
- Erland Erlandsen - Albert Speer
- Curt Eilers - Martin Bormann
- Leopold Hainisch - Generalfeldmarschall Wilhelm Keitel
- Otto Schmöle - Generaloberst Alfred Jodl
- Herbert Herbe - General Hans Krebs
- Hannes Schiel - SS-Obersturmbannführer Otto Günsche
- Erik Frey - General Wilhelm Burgdorf
- Otto Wögerer - Generalfeldmarschall Robert Ritter von Greim
- John van Dreelen : Major Brinkmann
- Hermann Erhardt : Hermann Göring
- Helga Dohrn-Kennedy : Magda Goebbels